# كلورازيبات
كلورازيبات (بالإنجليزية: Clorazepate)‏ دواء من زمرة البنزوديازيبينات يُباع تحت أسماء تجارية عديدة أهمها ترانكسين. يملك هذا الدواء خصائص مهدئة ومنومة ومضادة للقلق والاختلاج ومرخيةً للعضلات.
يُعد كلورازيبات من البنزوديازيبينات مديدة التأثير، ويمثل دواءً أوليًا رئيسًا يُشتق منه ديسميثيل-ديازيبام (نوردازيبام) المماثل له في فترة الفعالية، وهو مستقلب نشط ينتج سريعًا بعد استقلاب الكلورازيبات. يُعد ديسميثيل-ديازيبام مسؤولًا عن أغلب التأثيرات العلاجية للكلورازيبات. سُجلت براءة اختراع الدواء عام 1965، وحظي بموافقة الاستخدام الطبي عام 1967.

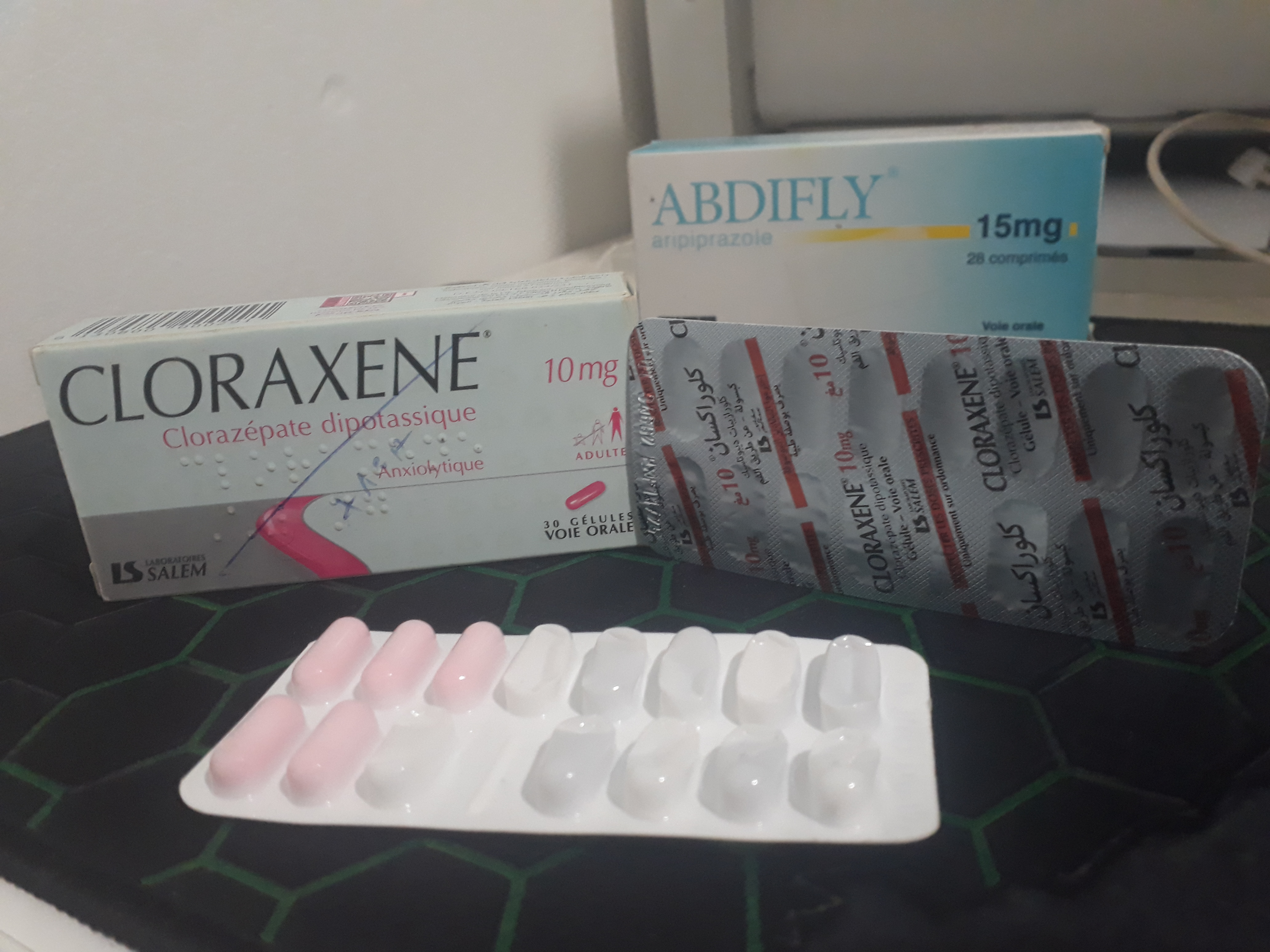
أقراص كلورازيبات ثنائي البوتاسيوم 10 مغ

## الاستخدامات الطبية
يُستخدم الكلورازيبات في علاج اضطراب القلق والأرق، ويمكن وصفه لعلاج الاختلاجات وإرخاء العضلات، ويُستخدم أيضًا في المرحلة التمهيدية للتخدير العام.
يوصف الكلورازيبات أساسًا لعلاج سحب الكحول والصرع، ويفيد كذلك في علاج القلق بسبب عمره النصفي الطويل. يتراوح مجال الجرعة البدئية بين 15 و 60 مغ يوميًا، ويجب تناول الدواء مرتين إلى أربع مرات يوميًا. قد تُستخدم الجرعات العالية حتى 90 إلى 120 مغ يوميًا في علاج سحب الكحول الحاد. يتوفر الكلورازيبات في الولايات المتحدة وكندا بجرعة 3.75 و7.5 و15 مغ بشكل كبسولات أو أقراص فموية، بينما يتوفر في أوروبا ضمن أقراص فموية بجرعة 5 و10 و20 و50 مغ. يوجد الدواء ذو التشتت الصلب (إس دي) بشكل مضبوط التحرر، ويمتاز هذا الشكل بانخفاض معدل وقوع التأثيرات الجانبية. تملك الصيغة مديدة التحرر من الكلورازيبات بعض الميزات على غيرها، فنسيان إحدى الجرعات لا يؤثر إلى حد كبير على تركيز الدواء في بلازما الدم، وهذا قد يفيد المصابين بالصرع والمهددين بحدوث نوب صرعية مخترقة (التي تحصل رغم العلاج بمضادات الاختلاج).

## التأثيرات الجانبية
تشمل التأثيرات الجانبية للكلورازيبات التحمل الدوائي والإدمان والأعراض الانسحابية والاعتلال المعرفي والتشوش الذهني وفقد الذاكرة التقدمي والسقوط لدى المعمرين والرنح والخمار والدوار. لم يتضح فيما إذا كانت العيوب الإدراكية الناجمة عن الاستخدام طويل الأمد للبنزوديازيبينات تزول بعد سحب الدواء أو تستمر إلى أجل غير محدد.
من المعروف أيضًا أن البنزوديازيبينات تسبب الاكتئاب أو تزيد شدته. قد تنتج التأثيرات التناقضية (التي تشمل كلًا من الهياج والتفاقم التناقضي للنوب الصرعية) أحيانًا عن استخدام البنزوديازيبينات، ويرتفع خطر تطوير هذه الارتكاسات عند الأطفال والمعمرين والكحوليين سابقًا أو ذوي السلوكيات العدوانية والغاضبة.
في سبتمبر من عام 2020، أشارت إدارة الغذاء والدواء الأمريكية إلى ضرورة تحديث تحذير الصندوق الأسود المرفق مع البنزوديازيبينات ليشمل مخاطر الاستخدام غير الطبي والإدمان والاعتماد الجسدي وارتكاسات سحب الدواء في جميع الأدوية ضمن هذا الصنف.

### التحمل والإدمان والانسحاب الدوائي
يترافق إيقاف استخدام الكلورازيبات مع الهذيان. يحدث إدمان البنزوديازيبين تقريبًا لدى ثلث المرضى الموضوعين على هذه الأدوية لأكثر من أربعة أسابيع، وهو يمتاز بمتلازمة الانسحاب الدوائي مع خفض الجرعة. قد يتظاهر التحمل الدوائي بزيادة معدل النوب وارتفاع خطر النوب الانسحابية عند استخدام الدواء لعلاج النوب الصرعية. يحدث تحمل تأثيرات مضادات الاختلاج لدى البشر بشكل متكرر مع الاستخدام المنتظم. لا تُعد البنزوديازيبينات ملائمةً عمومًا في التدبير طويل الأمد للصرع، إذ قد يقتصر تأثير زيادة الجرعة على تطوير تحمل دوائي للجرعات العالية مع اشتداد التأثيرات الجانبية. قد يحدث التحمل الدوائي المتصالب بين البنزوديازيبينات، وهذا يعني أن الأفراد المتحملين لأحد أنواع هذه الأدوية سيبدون تحملًا للجرعات المساوية لها من الأنواع الأخرى.
تشمل أعراض الانسحاب الدوائي للبنزوديازيبينات اشتداد الأعراض السابقة للعلاج وظهور أعراض جديدة لم تكن موجودةً سابقًا. قد تتراوح هذه الأعراض بين القلق والأرق الخفيفين والأعراض الشديدة مثل النوب الصرعية والذهان. قد يصعب التمييز بين أعراض الانسحاب والأعراض مسبقة الوجود في بعض الحالات. يزيد استخدام الجرعات المرتفعة والإعطاء طويل الأمد والسحب الدوائي مفرط السرعة من شدة أعراض الانسحاب. قد يكون التحمل الدوائي للمستقلبات النشطة للكلورازيبات أبطأ من مستقلبات البنزوديازيبينات الأخرى.
يسبب الاستخدام المنتظم لهذه الأدوية تطور إدمان يمتاز بتحمل التأثيرات العلاجية للبنزوديازيبينات وحدوث متلازمة انسحاب البنزوديازيبينات التي تشمل أعراضها كلًا من القلق والخوف والرعاش والأرق والغثيان والإقياء عند قطع استخدام الدواء. يجب أن يكون سحب البنزوديازيبينات تدريجيًا لأن السحب المفاجئ من الجرعات العالية قد يسبب التشوش الذهني والذهان السمي والاختلاجات أو الحالات الشبيهة بالهذيان الارتعاشي. قد يسبب السحب المفاجئ للجرعات المنخفضة الاكتئاب والقلق والأرق المرتد والتهيجية والتعرق والإسهال.

## التفاعلات الدوائية
تعزز جميع المهدئات والمنومات مثل البنزوديازيبينات الأخرى والباربتيورات ومضادات الاختلاج والكحول ومضادات الهستامين والأفيونات ومضادات الذهان والأدوية المنومة تأثيرات الكلورازيبات على الجهاز العصبي المركزي. تشمل الأدوية التي قد تتداخل مع الكلورازيبات كلًا من الديجوكسين والديسلفيرام والفلوكسيتين والآيزونيازيد والكيتوكونازول والليفودوبا والميتوبرولول ووسائل تحديد النسل الهرمونية والبروبينسيد والبروبرانولول والريفامبيسين والثيوفيلين وحمض الفالبرويك.
تثبط مثبطات استرداد السيروتونين الانتقائية والسيميتيدين والمضادات الحيوية من زمرة الماكروليدات والمضادات الفطرية استقلاب البنزوديازيبينات، وقد ترفع مستوياتها البلازمية ما يعزز تأثيراتها الجانبية. يسبب الفينيتوين والفينوباربيتال والكاربامازيبين تأثيرات معاكسة، إذ ينتج عن إعطائها المتزامن زيادة استقلاب الكلورازيبات وضعف تأثيراته العلاجية.

## مضادات الاستطباب وتحذيرات خاصة
تحتاج البنزوديازيبينات إلى احترازات خاصة عند استخدامها لدى المعمرين والأطفال ومدمني الكحول والعقاقير والمصابين بمراضة مشتركة مع الاضطرابات النفسية. يرفع الكلورازيبات خطر حدوث متلازمة انسحاب البنزوديازيبينات الشديدة لدى حديثي الولادة عند استخدامه في المراحل الأخيرة من الحمل، أي في الثلث الثالث منه، وتشمل أعراضها نقص التوتر العضلي والنفور من الرضاعة ونوبات انقطاع التنفس والزرقة وضعف الاستجابة الاستقلابية للبرودة. قد يصاب حديثو الولادة بمتلازمة الرضيع الرخو والتهدئة. ذكرت بعض الأبحاث استمرار أعراض متلازمة الرضيع الرخو ومتلازمة سحب البنزوديازيبينات من ساعات إلى أشهر بعد الولادة.
من المهم الانتباه إلى الاحتياطات اللازمة عند استخدام الكلورازيبات عند المعمرين لأن استقلابهم أبطأ، وهذا قد يفاقم تراكم الدواء في الجسم. يُعد المعمرون أكثر حساسيةً للتأثيرات الجانبية للبنزوديازيبينات من الشباب حتى عند تساوي مستويات الدواء في البلازما لدى الاثنين. يوصى باقتصار استخدام البنزوديازيبينات لدى المعمرين على مدى أسبوعين فقط بنصف الجرعة اليومية المعتادة.

## علم الأدوية
ينتمي الكلورازيبات إلى البنزوديازيبينات «الكلاسيكية»، وتشمل البنزوديازيبينات الكلاسيكية الأخرى كلًا من الكلورديازيبوكسيد والديازيبام والكلونازيبام والأوكسازيبام واللورازيبام والنيترازيبام والبرومازيبام والفلورازيبام. يُعد الكلورازيبات من البنزوديازيبينات مديدة التأثير، وينتج عن استقلابه مستقلبه النشط ديسميثيل-ديازيبام الذي يمثل ناهضًا جزئيًا لمستقبلات غابا-أ، ويبلغ عمره النصفي 20-179 ساعة. تُستقلب كمية صغيرة من ديسميثيل ديازيبام إلى الأوكسازيبام. تظهر الخصائص الدوائية للكلورازيبات عبر زيادة معدل فتح قنوات الكلور الشاردية في مستقبلات غابا-أ. يحتاج هذا التأثير الخاص بالبنزوديازيبينات إلى وجود الناقل العصبي غابا، وينتج عنه تعزيز التأثيرات التثبيطية لهذا الناقل العصبي على مستقبلات غابا-أ. ينتشر الكلورازيبات بشكل واسع في الجسم كما هو الحال في البنزوديازيبينات الأخرى، ويرتبط بقوة مع بروتينات البلازما، وهو قادر على عبور المشيمة بسهولة وعلى النفوذ إلى حليب الأم. يبلغ تركيز الدواء في البلازما قيمه العظمى خلال 30 دقيقة إلى ساعتين بعد الإعطاء الفموي، ويُستقلب هذا الدواء تمامًا إلى ديسميثيل-ديازيبام في السبيل الهضمي، وبالتالى تُعزى جميع خصائصه الدوائية إلى مستقلبه النشط.

## الكيمياء
يُستخدم الكلورازيبات بشكله الملحي ثنائي البوتاسيوم، وهو يمتاز عن باقي البنزوديازيبينات بقدرته على الانحلال الحر في الماء.  يمكن تصنيع هذا الدواء بدءًا من 2-أمينو-5-كلوروبنزونتريل الذي يتحول إلى إيمين 2-أمينو-5-كلوربنزوفينون عبر تفاعله مع بروميد فينيل المغنيسيوم. ينتج مركب حلقي غير متجانس يُسمى «7-كلورو-1،3-ثنائي هيدرو -3- كاربيسوكسي-5-فينيل-2H-بنزوديازيبين-2-ون» عن تفاعل الناتج الأخير مع إستر أمينو مالونيك. يشكل التمييه باستخدام محلول كحولي من هيدروكسيد البوتاسيوم ملحًا ثنائي البوتاسيوم يُدعى الكلورازيبات.

## الحالة القانونية
يندرج الكلورازيبات ضمن الجدول الرابع في قانون المواد المضبوطة في الولايات المتحدة.